# Янцюань
Янцюань (кит. спр. 阳泉市, піньїнь: Yángquán Shì) — місто-округ в центральнокитайській провінції Шаньсі. 

## Географія
Янцюань розташовується на сході провінції.

### Клімат
Місто знаходиться у зоні, котра характеризується вологим континентальним кліматом зі спекотним літом. Найтепліший місяць — липень із середньою температурою 23.1 °C (73.6 °F). Найхолодніший місяць — січень, із середньою температурою -5.9 °С (21.4 °F).
| Клімат Янцюаня          | Клімат Янцюаня | Клімат Янцюаня | Клімат Янцюаня | Клімат Янцюаня | Клімат Янцюаня | Клімат Янцюаня | Клімат Янцюаня | Клімат Янцюаня | Клімат Янцюаня | Клімат Янцюаня | Клімат Янцюаня | Клімат Янцюаня | Клімат Янцюаня |
| Показник                | Січ.           | Лют.           | Бер.           | Квіт.          | Трав.          | Черв.          | Лип.           | Серп.          | Вер.           | Жовт.          | Лист.          | Груд.          | Рік            |
| Середня температура, °C | −5,9           | −3,2           | 3,6            | 11,1           | 17,3           | 21,4           | 23,1           | 21,8           | 16,6           | 10,6           | 2,7            | −4,1           | 9,6            |
| Норма опадів, мм        | 3.7            | 7.5            | 13.3           | 24.4           | 38.2           | 67.6           | 141.2          | 141.7          | 62.3           | 32.4           | 14.5           | 4.2            | 551            |
| Днів з опадами          | 2,5            | 3,8            | 4,5            | 6              | 6,5            | 9,8            | 15,1           | 13,7           | 10             | 7,1            | 4,8            | 2,4            | 86,2           |
| Вологість повітря, %    | 49.6           | 49.9           | 49.6           | 48             | 50.5           | 55.1           | 71.4           | 74.6           | 69.3           | 64.7           | 60.6           | 55.6           | 58.2           |
| ----------------------- | -------------- | -------------- | -------------- | -------------- | -------------- | -------------- | -------------- | -------------- | -------------- | -------------- | -------------- | -------------- | -------------- |
| Джерело: Weatherbase    |                |                |                |                |                |                |                |                |                |                |                |                |                |